# Achaghi Gouchtchoular (Choucha)
Achaghi Gouchtchoular est un village de la région de Choucha en Azerbaïdjan.

## Histoire
En 1992-2020, Achaghi Gouchtchoular était sous le contrôle des forces armées arméniennes. En 2020, le village d'Achaghi Gouchtchoular a été restitué sous le contrôle de l'Azerbaïdjan.